# Ромни, Митт
Уи́ллард Митт Ро́мни (англ. Willard Mitt Romney; род. 12 марта 1947, Детройт, США) — американский политический и государственный деятель, предприниматель и миллионер. Сенатор от штата Юта (2019—2025), губернатор Массачусетса (2003—2007). Был кандидатом в президенты США на выборах 2012 года от Республиканской партии (проиграл Бараку Обаме). Доктор права (1975). Действующий епископ Церкви Иисуса Христа Святых последних дней. 
Родился в богатой мормонской семье в штате Мичиган. В юности занимался мормонской миссионерской деятельностью. Окончил Университет Бригама Янга (бакалавр гуманитарных наук) и Гарвардский университет (доктор права, PhD). Президент кола Церкви Иисуса Христа святых последних дней (духовный руководитель над несколькими приходами). 
Один срок (2003—2007) был губернатором Массачусетса. Участвовал в республиканских праймериз на пост президента в 2008 году, но проиграл их Джону Маккейну. В 2012 году он снова участвовал в республиканских праймериз и победил, став кандидатом на пост президента; впоследствии, проиграл выборы избиравшемуся на второй срок Бараку Обаме.
Ромни считается умеренным республиканцем; он был единственным республиканцем, который проголосовал за признание виновным Дональда Трампа в его первом импичменте, став первым сенатором, проголосовавшим за импичмент президента из своей партии. Он также голосовал против Трампа в его втором импичменте. В 2018 году избрался сенатором от Юты. В 2023 году Ромни объявил, что не будет переизбираться в Сенат и покинет должность в 2025 году.

## Биография

### Ранняя биография
Уиллард Митт Ромни родился 12 марта 1947 года в университетской больнице Харпера в Детройт, штат Мичиган, он был одним из четырех детей, рожденных в семье руководителя автомобильной компании Джорджа Ромни и бывшей актрисы и домохозяйки Ленор Ромни (урожденной ЛаФаунт). Он преимущественно английского происхождения, но также имеет шотландское и немецкое происхождение.
После окончания школы Митт Ромни поступил в Стэнфордский университет, где проучился два семестра. Из Стэнфорда Митт отправился во Францию, где занимался миссионерской работой. что было характерно для мормонов.
По возвращении из Франции Ромни поступил в Университет Бригама Янга, окончив его в 1971 году с дипломом бакалавра гуманитарных наук. После этого поступил в Гарвардский университет, получив в 1975 году степени доктора права и магистра делового администрирования (MBA).

### Карьера
В 1984 году вместе с партнёрами по компании Bain & Company Т. Коулманом Эндрюсом III и Эриком Криссом основал частную инвестиционную компанию Bain Capital. В феврале 1999 года взял оплачиваемый отпуск, став главой организационного комитета по подготовке к олимпийским играм 2002 года в Солт-Лейк-Сити. Его уход из фирмы был окончательно оформлен в начале 2002 года.
В 1994 году пытался баллотироваться в Сенат США от штата Массачусетс, но проиграл Эдварду Кеннеди, который занимал этот пост с 1962 года. В 1999 году Ромни стал президентом и генеральным директором оргкомитета зимних Олимпийских игр в Солт-Лейк-Сити.

### Губернатор штата Массачусетс
В 2002 году Ромни был избран губернатором штата Массачусетс, в котором он жил долгие годы. Ему удалось полностью ликвидировать дефицит бюджета штата в $3 млрд и создать уникальную для США систему медицинского обслуживания, которая обеспечила медицинской страховкой практически всех жителей штата.
На посту губернатора, Ромни поддержал повышение различных сборов, в том числе за водительские права и лицензии на оружие, чтобы собрать более 300 миллионов долларов. Он увеличил специальный сбор для розничных продавцов бензина на 0,02 доллара за галлон США (0,0053 доллара за литр), получив около 60 миллионов долларов в год дополнительного дохода. Оппоненты заявили, что зависимость от сборов иногда создает трудности для тех, кто меньше всего может их себе позволить. Ромни также закрыл налоговые лазейки, которые принесли от бизнеса еще 181 миллион долларов в течение следующих двух лет и более 300 миллионов долларов за его срок. Он сделал это вопреки консервативным и корпоративным критикам, которые расценили эти действия как повышение налогов.
Считалось, что Ромни может начать президентскую кампанию на выборах 2008 года. Ромни подал заявку на регистрацию комитета президентской кампании в Федеральную избирательную комиссию в предпоследний день своего пребывания на посту губернатора. Срок его полномочий истек 4 января 2007 года.

### Участие в выборах президента США

#### Президентская кампания 2008 года

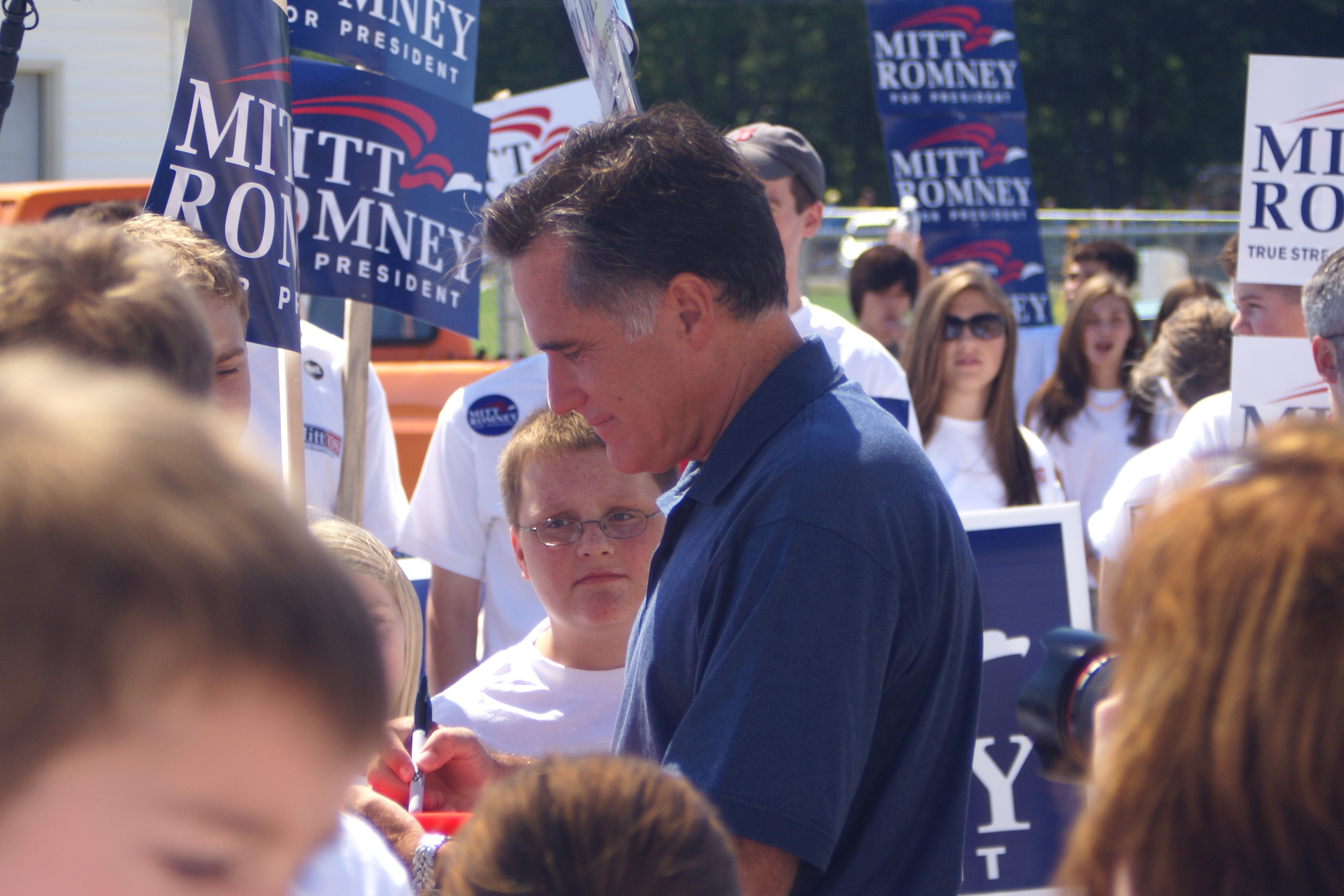
Митт Ромни со своими избирателями, 2007 г.

Был одним из претендентов в кандидаты в президенты США от Республиканской партии на выборах 2008 года, однако 7 февраля, после «супервторника», снял свою кандидатуру в пользу Маккейна (на этот момент он имел 294 делегата на партийный съезд, Маккейн — 707 голосов, Хаккаби — 195 голосов). Несмотря на то, что ещё 2 января 2008 года в общенациональном опросе Ромни занял первое место среди избирателей-республиканцев по всей стране.
Ромни частично профинансировал свою кампанию за счёт собственного личного состояния, вложив более 35 миллионов долларов из 90 миллионов, собранных в ходе его кампании.
Ромни был первым кандидатом на выборах 2008 года, который начал транслировать рекламу на телевидении и радио, начиная с февраля 2007 года. Его рекламные объявления, большинство из которых были сосредоточены на консервативных позициях Ромни, транслировались в основном в Айове и Нью-Гэмпшире.
Сопредседателем кампании Ромни в штате Нью-Йорк стал бывший губернатор Массачусетса Уильям Уэлд, известный умеренной республиканской позицией и либеральным подходом к социальным вопросам.

#### Президентская кампания 2012 года

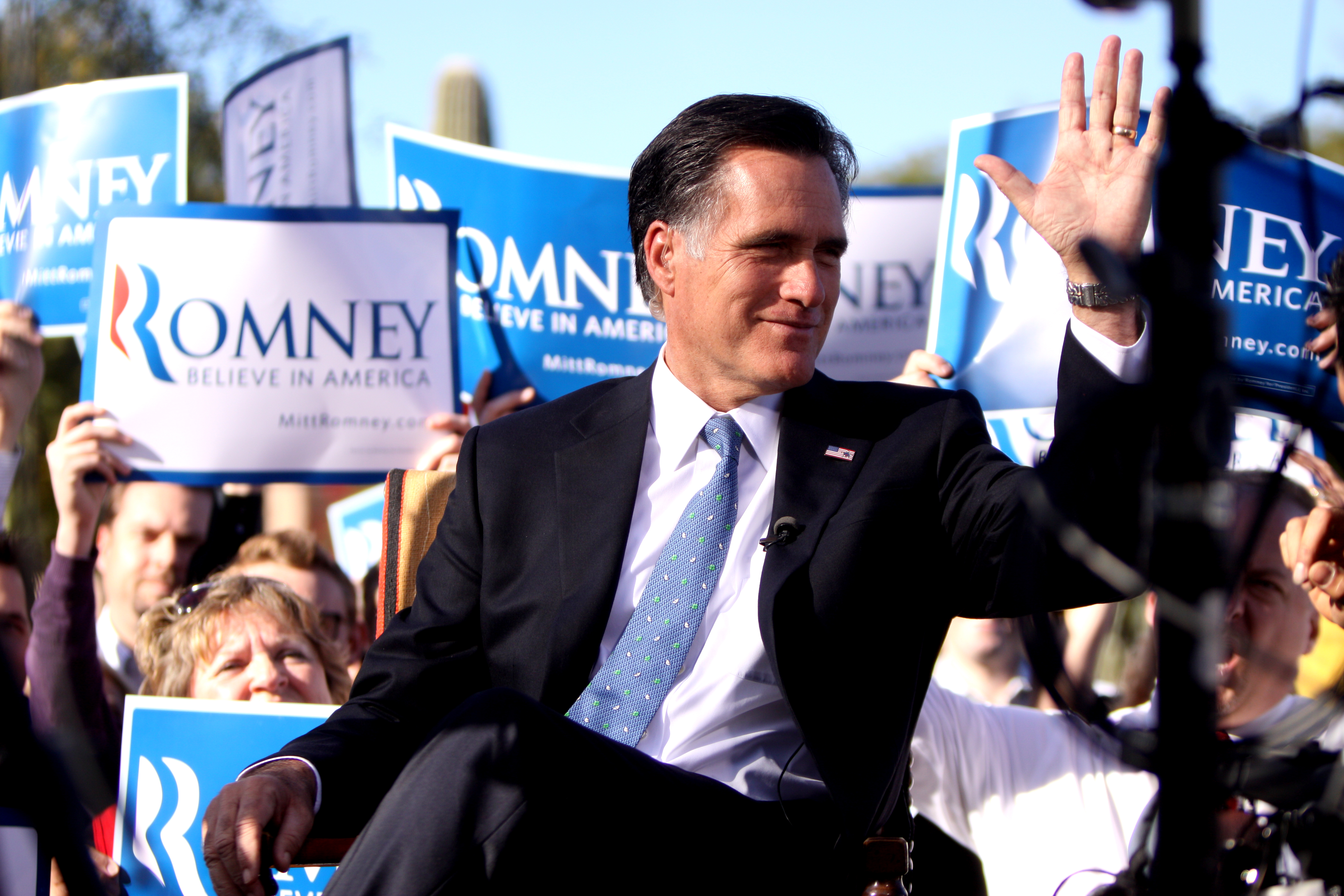
Митт Ромни на митинге своих сторонников, 2011 г.

Ромни являлся кандидатом в президенты США на выборах 2012 года. Он выиграл внутрипартийные праймериз в Республиканской партии в нескольких штатах. Его напарником по кампании и кандидатом на пост вице-президента США стал Пол Райан.
Будучи кандидатом в президенты США, выступал против идеи большого правительства, которую, по его мнению, поддерживал действующий президент Барак Обама.
В 2012 году журнал Mother Jones опубликовал видео, на котором Ромни называет избирателей Обамы людьми, «не способными обеспечить себя и живущими за счёт государства».
В ходе предвыборной кампании случился конфуз, когда командой Митта Ромни в мае было выпущено бесплатное мобильное приложение для смартфонов iPhone компании Apple и других устройств с операционной системой iOS, вставляющее в пересылаемые изображения слова «Америка лучше с Миттом» с опечаткой в виде слова «Amercia», что стало причиной многих насмешек в СМИ и интернете.
Согласно декларации, доход Ромни и его жены в 2011 году составил 14 миллионов долларов. Они заплатили 1,9 миллиона долларов налогов. При этом около 30 процентов (четыре миллиона) дохода семьи кандидата в президенты США было потрачено на благотворительность. Всё состояние Ромни оценивается в 200 миллионов долларов.

### Политическая карьера 2013—2018 годов
Смотрите также: Президентские выборы в США (2016)
К началу 2014 года отсутствие четкого основного кандидата от Республиканской партии на президентских выборах 2016 года побудило некоторых сторонников, доноров и социологов предположить, что Ромни проведет третью кампанию. Относительно такой возможности Ромни сначала отказался. Тем не менее, спекуляции продолжались: снижение популярности Обамы привело к раскаянию некоторых избирателей; российская военная интервенция в Украину в 2014 году заставила высказывание Ромни о «геополитическом враге номер один» выглядеть пророческим; а опрос республиканцев Айовы, проведенный в августе 2014 года, показал, что Ромни имеет там большое преимущество над другими потенциальными кандидатами 2016 года. Опрос CNN, проведенный в июле 2014 года, показал, что Ромни побеждает Обаму на гипотетическом «повторении» выборов в 53 против 44 %.
К началу 2015 года Ромни обдумывал эту идею и связался со своей сетью сторонников. При этом он позиционировал себя на невидимых праймериз — предварительной борьбе за поддержку партийных лидеров, доноров и политических деятелей — против бывшего губернатора Флориды Джеба Буша, который уже запустил вероятную кампанию и будет соперником Ромни за обеспечение поддержки республиканцев. Несмотря на поддержку в некоторых кругах третьей заявки на пост президента, последовала негативная реакция со стороны консерваторов, которые хотели иметь более свежее лицо без истории президентских поражений, и многие из прошлых спонсоров Ромни не были готовы снова поддержать его. 30 января 2015 года Ромни объявил, что не будет баллотироваться на пост президента в 2016 году, заявив, что, хотя он и думал, что сможет выиграть эту номинацию, «один из наших республиканских лидеров следующего поколения» будет иметь больше возможностей для победы на всеобщих выборах.

### Член Сената США (2019—2025)

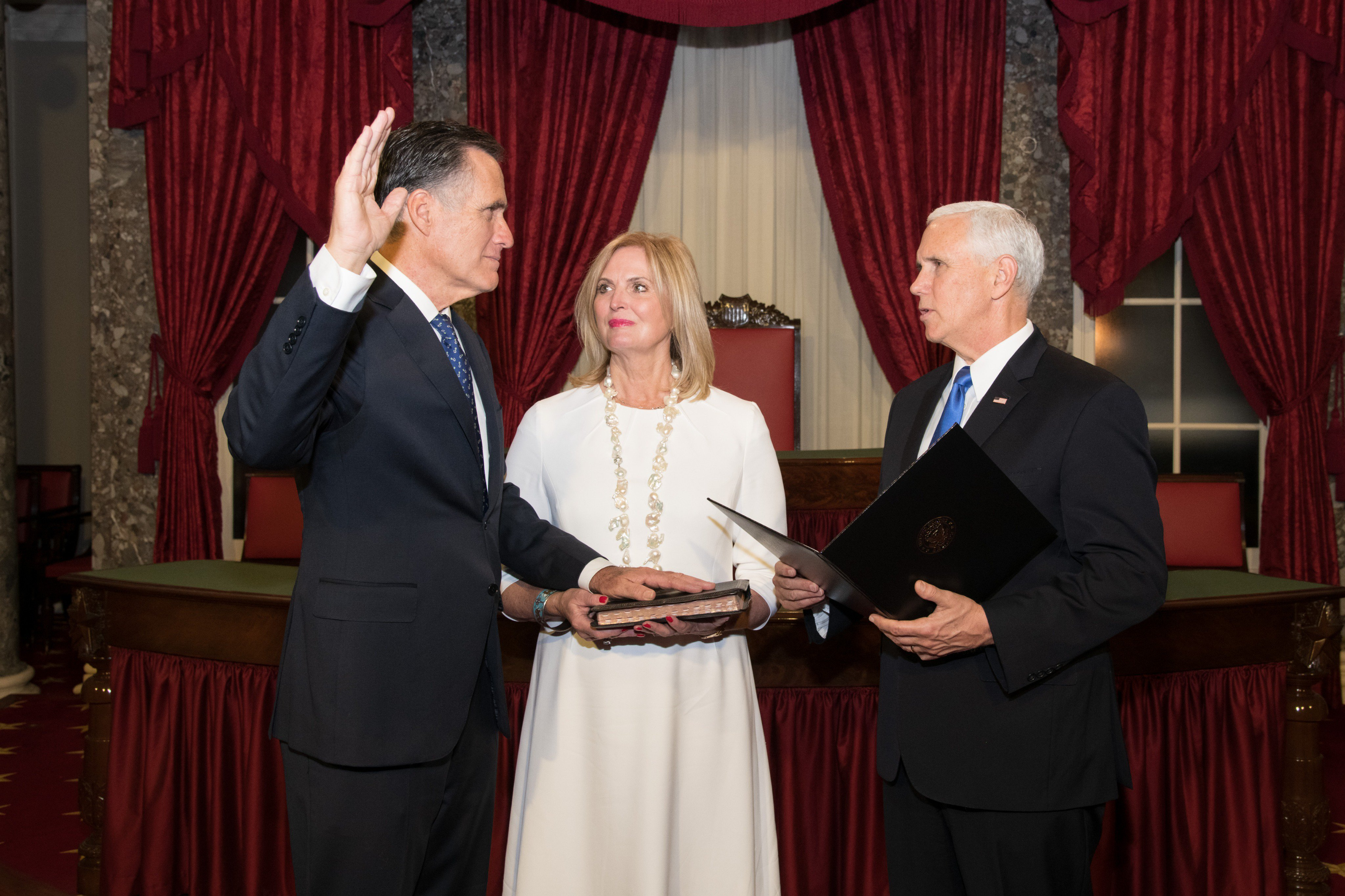
Вице-президент Майк Пенс приводит к присяге сенатора США Митта Ромни. Возле последнего- его жена, Энн, 2019 год.

16 февраля 2018 года Ромни официально известил о начале своей компании за выдвижение в Сенат США от штата Юта, разместив видеообращение в Facebook и Twitter.
На съезде республиканцев штата по выдвижению кандидатов, состоявшемся 21 апреля 2018 года, Ромни получил 1585 голосов делегатов (49,1 %), заняв второе место после представителя штата Майк Кеннеди с 1642 голосами делегатов (50,9 %). Поскольку ни Ромни, ни Кеннеди не набрали 60 % голосов делегатов, необходимых для одобрения, они приняли участие в первичных выборах 26 июня. На праймериз Ромни победил Кеннеди со счетом 71,7—28,3 %.
Ромни был избран сенатором США от штата Юта 6 ноября, победив кандидата от Демократической партии Дженни Уилсон с 62,6 % против 30,9 %.
Ромни не поддержал кампанию по переизбранию Трампа в 2020 году и заявил журналистам, что не голосовал за него, а поддержал кандидатку от Либертарианской партии США Джо Джоргенсен. В статье в Washington Post Ромни написал, что Трамп «не поднялся до высокого поста». После победы Джо Байдена и его напарницы Камалы Харрис Ромни стал первым сенатором-республиканцем, поздравившим их.
В январе 2021 года категорически осудил штурм Капитолия и лично Дональда Трампа.
В сентябре 2023 года объявил, что не будет переизбираться в Сенат США на выборах 2024 года.

## Политические взгляды

### Личная политическая позиция
В 1994 году во время своей кампании в Сенат США в Массачусетсе Ромни позиционировал себя как умеренный республиканец, социально либеральный и экономически консервативный, его взгляды были схожи со взглядами Уильяма Уэлда. Во время своей губернаторской кампании в 2002 году Ромни описал себя как центриста, заявив о себе: «Я человек умеренный, и… мои взгляды прогрессивные». В 2005 году губернатор также записал себя в умеренных политиков, а в статье «The Boston Globe» его сравнили с сенатором-демократом от Массачусетса Джоном Керри, указав на их схожие позиции по большинству социальных вопросов. Однако уже в 2007 году Ромни, начав свою первую президентскую кампанию, называл себя последовательным консерватором, а в 2011 году, в свою вторую президентскую кампанию, заявил о близости к либертарианскому движению чаепития. С 2019 года, будучи сенатором, Ромни считается одним из умеренных республиканцев Сената.
В 2016 году Ромни рассматривал возможность проголосовать за пару Джонсон-Уэлд на выборах президента США, выдвигавшуюся от Либертарианской партии.
Он был одним из трёх сенаторов-республиканцев (другими были Лиза Меркауски от Аляски и Сьюзан Коллинз от штата Мэн), которые отказались стать соавторами резолюции, направленной против расследования импичмента президенту Трампу. В феврале 2020 года он стал единственным республиканцем, проголосовавшим за осуждение президента Трампа по статье «злоупотребление властью».
В 2023 году Митт Ромни заявил о своей обеспокоенности в том, что сегодняшнее республиканское большинство не на его стороне, он призвал вспомнить о таких традициях партии, как анти-Путин, анти-Ким Чен Ын и антиавторитаризм. Он сказал, что позиция партии изначально формировалась под влиянием Рональда Рейгана, Буша-старшего, Буша-младшего и Джона Маккейна.

### Экономика
Ромни — сторонник свободного рынка, считает основным фактором, мешающим благополучному развитию экономики, то, что он называет «чрезмерным регулированием». Выступает за рост среднего класса.
Будучи губернатором Массачусетса, он предложил закон о рыночной реформе, которая гарантирует, что каждый житель штата будет иметь медицинскую страховку без государственного контроля и без повышения налогов. Ромни выступил против программы Obamacare, подразумевающей всё то, против чего он выступал ранее. В 2007 году Ромни подписал антиналоговое обязательство, выдвинутое движением «Американцы за налоговую реформу», обещая не выступать за новые налоги или за увеличение существующих. Он в целом поддерживал налоговую политику Буша-младшего, направленную на снижение налогов. Ромни симпатизировал большинству экономических инициатив Буша-младшего и предлагает вернуть многие из них (в частности, старую систему здравоохранения). Выступает против национализации предприятий, находящихся на грани банкротства. Его программа предлагает снижение налогов и одновременно с этим сокращение бюджетного дефицита за счёт урезания расходов. Выступал против скандально известного закона об авторских правах SOPA, внесённого на рассмотрение в конгресс его однопартийцем Ламаром Смитом.

### Внутренная политика
Противник ратификации Киотского протокола. Ромни высказывал сомнения, что глобальное потепление связано с деятельностью человека. В случае победы на выборах президента он планировал серьёзно ограничить полномочия Агентства по защите окружающей среды. Также Ромни выступает за максимальную разработку американских месторождений нефти и стремится к независимости США от импорта энергоресурсов.
В 1994 году в ходе дебатов с сенатором Эдвардом Кеннеди выступил в поддержку абортов, заявив, что поддерживает право женщины делать этот выбор (его позиция тогда отличалась от большинства республиканцев, выступающих с позиции религиозных консерваторов). В период своего губернаторства одобрил легализацию RU-486, препарата использующегося для прерывания нежелательной беременности. Однако в 2005 году высказался следующим образом: «Я за жизнь. Я считаю, что аборт — это неправильный выбор, за исключением случаев инцеста, изнасилования и необходимости ради спасения жизни матери». В мае 2019 года подтвердил свою позицию, выступив против закона, принятого в Алабаме, запрещающего аборты даже в случаях изнасилования и инцеста.
В 2012 году Ромни поддержал партнёрства для однополых пар и законы (на уровне штата), защищающие ЛГБТ-сообщество от дискриминации, во время своей президентской кампании однозначно выступал за права геев и лесбиянок. Подобные заявления делал и в 1994 году. В его штаб в 2012 году был нанят Ричард Гренелл, первый открытый гей в президентских кампаниях республиканцев, но ему вскоре пришлось покинуть штаб после резкой критики со стороны видных консерваторов-однопартийцев. В 2021 году Ромни проголосовал за утверждение Пита Буттиджича на пост министра транспорта, Пит стал первым официальным представителем кабинета министров - геем. Во время президентской гонки в 2008 году Ромни выступил против гей-браков, заявив, что является сторонником традиционной семьи, но отрицательно высказался о дискриминации геев во всех остальных сферах жизни. Позже прояснил свою позицию, сказав о поддержке гражданских партнёрств, позволяющих «посещение больниц и тому подобное» вместо полноценных браков.
Неоднократно делал заявления относительно поддержки владения огнестрельным оружием.
Ромни является активным борцом с нелегальной иммиграцией. В 2011 году ради борьбы с нелегальной иммиграцией через границу с Мексикой он заявил, что необходимо возвести забор вдоль всей границы протяженностью 2600 миль, оснащённый технологиями для обнаружения попыток нарушения барьера и соответствующим количеством сотрудников пограничного патруля.
Будучи губернатором Массачусетса, Ромни стремился восстановить в штате смертную казнь. Законодательство, предложенное им, предусматривало бы смертную казнь в случаях, которые включали терроризм, убийство сотрудников правоохранительных органов, убийства, связанные с пытками, или множественные убийства, но законопроект был отклонён в Палате представителей штата.
До 2018 года выступал против легализации марихуаны, однако позже заявил, что поддержит такое решение, в случае сильного контроля.

### Внешняя политика
В 2003 году Ромни поддержал вторжение в Ирак. Поддерживал вторжение в Афганистан, критиковал Обаму за недостаточно активную поддержку ливийских повстанцев во время гражданской войны в Ливии. Подобно Джорджу Бушу-младшему Ромни поддерживает досудебное бессрочное задержание подозреваемых в терроризме и применение «особых техник допроса» к подозреваемым.
В арабо-израильском конфликте находится на стороне Израиля, в декабре 2011 года пообещал отправиться туда в свою первую зарубежную поездку (если победит на выборах), тем самым поддерживая существование Израиля как еврейского государства.
В 2012 году в ходе предвыборной кампании заявил, что Россия — противник США номер один в мире. Известен своими резкими высказываниями в адрес руководства России, Китая и Ирана. Недопущение разработки ядерного оружия Ираном он называет главным приоритетом в безопасности для США. Его беспокоит растущее влияние Китая, экономическую политику КНР он считает «нечестной» и готов ввести санкции в случае продолжения такой политики. По его словам, «торговая война с Китаем — последнее, на что он пошёл бы, но он не может терпеть торговое поражение США».

В ходе вторжения России на Украину высказался, что успех Украины отвечает интересам Америки.

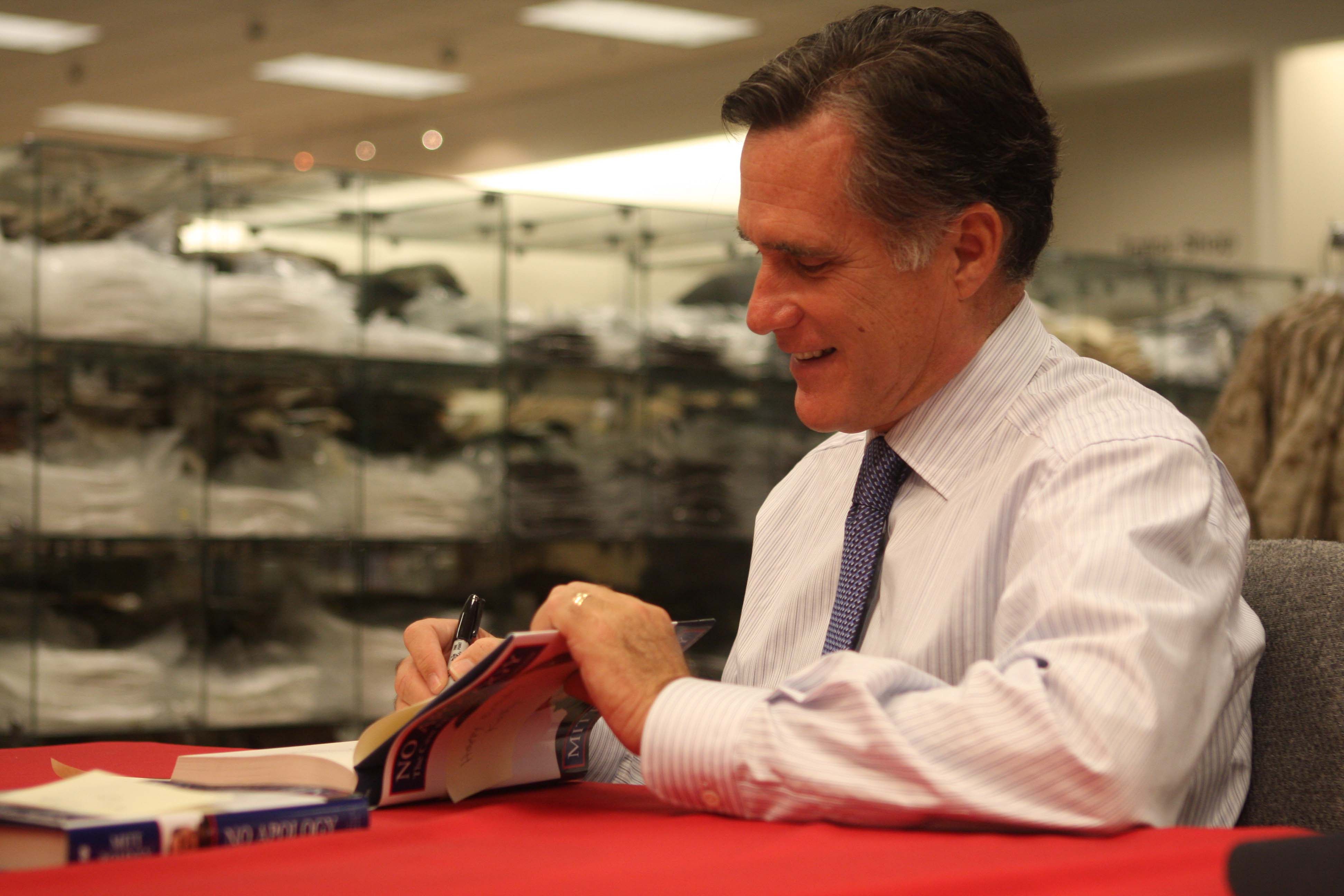
Ромни подписывает копии своей новой книги, 2010 г.

## Личная жизнь

### Семья
Женат на Энн Ромни. У Митта пятеро сыновей: Тэггарт (род. 1970), Мэттью (род. 1971), Джошуа (род. 1975), Бенджамин (род. 1978) и Крейг (род. 1981).

### Религиозные взгляды
Семья Ромни — мормоны в пятом поколении, он — член Церкви Иисуса Христа Святых последних дней в США и действующий епископ этой организации, президент кола (духовный руководитель над несколькими приходами).
С июля 1966 года по январь 1970 года Ромни жил во Франции и занимался миссионерской деятельностью в качестве мормонского миссионера, что было характерно для мормонов. Он строго соблюдал мормонские правила, запрещающие употребление алкоголя, курение и свидания.